# Peter Pontiac
Petrus Josef Gerardus Pollmann, dit Peter Pontiac, (1951-2015) est un auteur de bande dessinée et illustrateur néerlandais.

## Biographie
Il fut aux côtés de Joost Swarte et Evert Geradts l'une des figures majeures de la bande dessinée underground locale.

## Distinctions
- 1997 : Prix Stripschap, pour l'ensemble de son œuvre
- 2011 : Prix Marten Toonder, pour l'ensemble de son œuvre